# أليسون شانكس
أليسون شانكس (بالإنجليزية: Alison Shanks) مواليد 13 ديسمبر 1982 في دنيدن، هي دراجة نيوزلندية سابقة. سبق أن شاركت في دورة الألعاب الأولمبية الصيفية.

## وصلات خارجية
- الموقع الرسمي

## روابط خارجية
- أليسون شانكس على موقع أرشيف الدراجات (الإنجليزية)
- أليسون شانكس على موقع إحصائيات الدراجات الإحترافية (الإنجليزية)
- أليسون شانكس على موقع أوليمبيديا (الإنجليزية)
- أليسون شانكس على موقع اللجنة الأولمبية النيوزيلندية (الإنجليزية)
- أليسون شانكس على موقع اتحاد ألعاب الكومنولث (مؤرشف) (الإنجليزية)